# Mikropłyta
Mikropłyta (ang. Microplate) – jednostka podziału litosfery, zgodnie z teorią tektoniki płyt.
W początkowym okresie wyróżniono 15 płyt tektonicznych, będących największymi jednostkami podziału litosfery. W trakcie późniejszych, wieloletnich badań różni naukowcy postulowali istnienie wielu mniejszych, podrzędnych płyt. Część z nich jest bardzo małych w stosunku do innych, ale pod względem budowy spełniają wszelkie kryteria, łącznie ze zdefiniowanymi granicami. Poszczególni autorzy nie są zgodni co do ilości mikropłyt. Samo rozgraniczenie "płyta tektoniczna – mikropłyta" jest niezbyt ostre.